# Xanthostemon laurinus
Xanthostemon laurinus är en myrtenväxtart som först beskrevs av Renato Pampanini, och fick sitt nu gällande namn av André Guillaumin. Xanthostemon laurinus ingår i släktet Xanthostemon och familjen myrtenväxter. Inga underarter finns listade i Catalogue of Life.